# Barbara Zápolya
Barbara Zápolya (1495–1515), fille d'Étienne Zapolya et d'Edwige de Cieszyn (en), est par son mariage avec Sigismond Ier de Pologne reine de Pologne et grande-duchesse de Lituanie.
Barbara est inhumée dans la Chapelle de Sigismond que son mari fit construire, accolée à la cathédrale du Wawel.

## Mariage et descendance
De son mariage avec Sigismond, Barbara eut deux enfants :
- Hedwige (1513-1573) mariée en 1535 à l'électeur Joachim II Hector de Brandebourg (1505-1571).
- Anna